# 項羽と劉邦/White Vengeance
『項羽と劉邦/White Vengeance』（こううとりゅうほう ホワイトヴェンジェンス、原題：鴻門宴 または 鴻門宴伝奇）は、2011年の中国映画。邦題をサブタイトルなしの『項羽と劉邦』としているサイトもある。

## あらすじ
共に秦帝国打倒を目指す項羽と劉邦は、その後お互いに敵対し合うようになる。

## キャスト
- 劉邦：レオン・ライ（黎明）
- 項羽：フォン・シャオフォン（馮紹峰）
- 虞姫：リウ・イーフェイ（劉亦菲）
- 張良：チャン・ハンユー（張涵予）
- 范増：アンソニー・ウォン（黄秋生）
- 樊噲：ジョーダン・チャン（陳小春）
- 韓信：アンディ・オン（安志杰）
- 蕭何：シウ・チン（修慶）
- 項荘：ティン・ハイフォン（丁海峰）
- 龍且：ドゥ・ユーミン（杜玉明）
- 項伯：シウ・シアントン（徐向東）
- 夏侯嬰：チェン・チーフイ（陳之輝）
- 楚懐王：チャオ・フイナン（趙会南）
- 子嬰：ヤン・ユー（楊裕）
- 太傅・劉玄：ウー・マ（午馬）

## スタッフ
- 監督：ダニエル・リー
- 製作：スザンナ・ツァン
- アクション監督：トニー・リャン
- 脚本：ダニエル・リー、チェン・シウチョン
- 撮影：トニー・チャン、サニー・ツァン
- 音楽：ヘンリー・ライ
- 編集：ダン・ウェンタオ
- 挿入歌「楚歌」（歌：フォン・シャオフォン、リウ・イーフェイ）